# Esgos
Esgos es un municipio español perteneciente a la provincia de Orense, en la comunidad autónoma de Galicia.

## Símbolos
El escudo heráldico que representa al municipio fue aprobado oficialmente el 30 de mayo de 1996 con el siguiente blasón:

«De azur, una cruz patada de oro; en la punta, rocas de lo mismo. Al timbre, corona real cerrada.»
Diario Oficial de Galicia nº 114 de 11 de junio de 1996

## Geografía humana

### Demografía
Cuenta con una población de 1102 habitantes (INE 2024).
| Gráfica de evolución demográfica de Esgos entre 1842 y 2021                                                           |
| |
| Población de derecho según los censos de población del INE. Población de hecho según los censos de población del INE. |

### Organización territorial
El municipio está formado por cuarenta y una entidades de población distribuidas en siete parroquias:
- Esgos (Santa Eulalia)[4][6]
- Loña del Monte[4] (San Salvador)[7]
- Pensos[4] (San Pedro)[8]
- Rocas (San Pedro)
- Santa María de Esgos
- Triós (San Pedro)
- Villar de Ordelles[4] (Santa María)[9]